# Ларраури, Хуанита
Хуана Ларраури де Абрами известная, как Хуанита Ларраури (исп. Juanita Larrauri; 12 марта 1910, Флореста (Буэнос-Айрес) — 21 февраля 1990, Буэнос-Айрес) — аргентинская певица танго, политический и общественный деятель, одна из первых женщин-сенаторов Аргентины.

## Биография
Карьеру танцевальной певицы начала в 1931 году на LR3 Radio Nacional (позже — Radio Belgrano). В 1936 году выпустила свой первый альбом.
Политическую деятельность начала присоединившись к группе женщин во главе с Эвой Перон, боровшихся за принятие закона, дающего женщинам право голоса на выборах. Позже, стала членом Национального комитета женской перонистской партии Эвы Перон (Partido Peronista Femenino) в качестве представителя от провинции Энтре-Риос.
Дважды становилась сенатором Аргентины.
С 25 апреля 1952 по 16 сентября 1955 года — одна из первых женщин-сенаторов Аргентины. В результате военного переворота Арамбуру утратила место в Сенате и была брошена в тюрьму. Во время запрета идей перонизма (1955—1972) Х. Ларраури была лидером женской ветви движения, известного как «сопротивление перонистов». Когда в 1972 году был отменен запрет на деятельность Хустисиалистской партии (Partido Justicialista), Х. Ларраури была избрана членом Высшего совета партии, представляя женскую ветвь перонистского движения. В 1972 году она — член делегации, которая сопровождала Хуана Перона при его возвращении в Аргентину.
25 мая 1973 года вновь стала аргентинским сенатором. 24 марта 1976 года была снова свергнута вместе с другими избранными представителями народа, после прихода к власти правой военной диктатуры под руководством Хорхе Рафаэля Видела, совершившего государственный переворот.

## Дискография
- Canto para mi pueblo , 1972.